# Cent Jours après l'enfance
Pour plus de détails, voir Fiche technique et Distribution.
Cent Jours après l'enfance (en russe : Сто дней после детства, Sto dney posle detstva) est un film russe réalisé par Sergueï Soloviov qui sort en 1975.

## Synopsis
Dans une colonie de vacances, les adolescents participent à la mise en scène de Mascarade  de Lermontov mise à mal par la formation d'un triangle amoureux qui se décide entre Mitia, Lena et Sonia. De son côté, Serioja, le chef des pionniers poursuit tant bien que mal le projet artistique.

## Fiche technique
- Titre français : Cent Jours après l'enfance
- Titre original : Sto dney posle detstva (Сто дней после детства )
- Réalisation : Sergueï Soloviov
- Scénario : Sergueï Soloviov et Aleksandr Aleksandrov (ru)
- Photographie : Leonid Kalachnikov (ru)
- Directeur artistique : Aleksandr Borissov
- Caméraman : Sonia Khizhniak
- Compositeur : Isaak Schwarz
- Son : Vladimir Kratchkovski, Vladimir Bakhmatski
- Montage : Alla Abramova
- Maquillage : I.Kireeva
- Costumier : Liudmila Koussakova
- Musique : Orchestre symphonique d'État de l'URSS pour l'art cinématographique
- Chef d'orchestre : Mark Ermler
- Rédaction : Liudmila Chmougliaïeva
- Société de production : Mosfilm
- Pays d'origine : URSS
- Format : Couleur - 2.35:1 - Mono - 35 mm
- Genre : Film dramatique
- Durée : 89 minutes
- Date de sortie : 
  - URSS : 1er décembre 1975[2]

## Distribution
- Boris Tokarev (ru) : Mitia Lopoukhine
- Tatiana Droubitch : Lena Ergolina
- Irina Malycheva : Sonia Zagremoukhina
- Youri Aguiline : Gleb Lounev
- Sergueï Chakourov : Sergueï Borissovitch dit Serioja, chef des pionniers
- Andreï Zviaguine : Sacha Lebedev
- Sergueï Khlebnikov : radiotéléphoniste
- Nina Menchikova (ru) : Ksenia Lvovna
- Youri Sorkine : Fourikov
- Tatiana Yourinova : Zalikova
- Arina Aleïnikova (ru) : médecin
- Viktor Markine (ru) : directeur de camps

## Récompenses et distinctions
- Ours d'argent du meilleur réalisateur pour Sergueï Soloviov à la Berlinale 1975[3]